# Zhang Rang
Zhang Rang (張讓) (135 – 189) è stato un funzionario eunuco cinese della tarda Dinastia Han, che servì l'Imperatore Ling di Han; era anche il leader dei Dieci Custodi Regolari (anche conosciuti come Dieci Eunuchi), un gruppo di eunuchi di corte con grande influenza nella corte imperiale di Han.
Il potere di Zhang Rang era tale che Han Ling, l'imperatore, si riferiva a lui come 'padre adottivo' e gli permetteva di occuparsi degli affari più importanti della corte. La gente e gli ufficiali, inclusi He Jin, Yuan Shao e Cáo Cāo, concordarono che il potere di Zhang Rang era troppo. Dopo la morte dell'imperatore Ling e la salita al trono di suo figlio Liu Bian nel 189, questi individui invasero la capitale con lo scopo di sconfiggere i Dieci Custodi, ma finì con la decapitazione di He Jin nel cortile del palazzo da parte dei Dieci Custodi. Zhang rapì l'imperatore e suo fratello, il futuro Imperatore Xian. Comunque, Zhang venne presto circondato da soldati nemici e così si gettò in un fiume, annegando.